# Fernando Mamede
Fernando Eugénio Pacheco Mamede (Beja, 1º novembre 1951) è un ex mezzofondista portoghese, ex primatista mondiale dei 10000 metri piani.
Il 2 luglio 1984, in un meeting a Stoccolma, conseguì il record del mondo sui 10000 metri piani, battendo il vecchio primato di quasi 9 secondi, stabilito dall'atleta keniota Henry Rono nel 1978 (27'22"5m). Fu l'ultimo primatista europeo della specialità a livello mondiale.
Dovranno passare tre anni (1989), prima che il messicano Arturo Barrios superi il tempo di Mamede.

## Palmarès
| Anno | Manifestazione    | Sede              | Evento         | Risultato  | Prestazione | Note                          |       |
| ---- | ----------------- | ----------------- | -------------- | ---------- | ----------- | ----------------------------- | ----- |
| 1970 | Europei juniores  | Colombes          | 800 m piani    | Batteria   | 1'56"3      |                               |       |
| 1971 | Europei           | Helsinki          | 1500 m piani   | Batteria   | 3'49"3      |                               |       |
| 1971 | Europei           | Helsinki          | 800 m piani    | Batteria   | 1'48"44     |                               |       |
| 1972 | Giochi olimpici   | Monaco di Baviera | 1500 m piani   | Batteria   | 3'45"1      |                               |       |
| 1972 | Giochi olimpici   | Monaco di Baviera | 800 m piani    | Batteria   | 1'48"6      |                               |       |
| 1972 | Giochi olimpici   | Monaco di Baviera | 4x400 m        | Batteria   | 3'10"0      | Miglior prestazione personale |       |
| 1973 | Mondiali di cross | Waregem           | Corsa seniores | dnf        |             |                               |       |
| 1974 | Europei           | Roma              | 1500 m piani   | Batteria   | 3'47"1      |                               |       |
| 1974 | Europei           | Roma              | 800 m piani    | Semifinale | 1'48"5      |                               |       |
| 1976 | Giochi olimpici   | Montréal          | 1500 m piani   | Semifinale | 3'42"59     |                               |       |
| 1976 | Giochi olimpici   | Montréal          | 800 m piani    | Batteria   | 1'49"58     |                               |       |
| 1976 | Mondiali di cross | Chepstow          | Corsa seniores | 80º        | 36'58"      |                               |       |
| 1976 | Mondiali di cross | Chepstow          | A squadre      |            |             |                               |       |
| 1977 | Mondiali di cross | Düsseldorf        | Corsa seniores | 30º        | 38'51"      |                               |       |
| 1977 | Mondiali di cross | Düsseldorf        | A squadre      |            |             |                               |       |
| 1978 | Europei           | Praga             | 5000 m piani   | 15º        | 13'58"2     |                               |       |
| 1978 | Mondiali di cross | Glasgow           | Corsa seniores | dnf        |             |                               |       |
| 1979 | Mondiali di cross | Limerick          | Corsa seniores | 41º        | 38'51"      |                               |       |
| 1979 | Mondiali di cross | Limerick          | A squadre      |            |             |                               |       |
| 1980 | Mondiali di cross | Parigi            | Corsa seniores | 16º        | 37'42"6     |                               |       |
| 1980 | Mondiali di cross | Parigi            | A squadre      |            |             |                               |       |
| 1981 | Mondiali di cross | Madrid            | Corsa seniores | Bronzo     | 35'09"      |                               |       |
| 1981 | Mondiali di cross | Madrid            | A squadre      | ?          | ? p.        |                               |       |
| 1982 | Mondiali di cross | Roma              | Corsa seniores | 13º        | 34'29"3     |                               |       |
| 1982 | Mondiali di cross | Roma              | A squadre      | 7º         | 328 p.      |                               |       |
| 1983 | Mondiali          | Helsinki          | 10000 m piani  | 14º        | 28'18"39    | [ 1 ]                         |       |
| 1984 | Giochi olimpici   | Los Angeles       | 10000 m piani  | dnf        | dnf         |                               | [ 2 ] |
| 1984 | Mondiali di cross | New York          | Corsa seniores | 23º        | 34'09"      |                               |       |
| 1984 | Mondiali di cross | New York          | A squadre      | Bronzo     | 223 p.      |                               |       |
| 1985 | Mondiali di cross | Lisbona           | Corsa seniores | 11º        | 33'59"      |                               |       |
| 1985 | Mondiali di cross | Lisbona           | A squadre      | 7º         | 368 p.      |                               |       |
| 1987 | Mondiali di cross | Varsavia          | Corsa seniores | 37º        | 37'46"      |                               |       |
| 1987 | Mondiali di cross | Varsavia          | A squadre      | 6º         | 309 p.      |                               |       |
| 1988 | Mondiali di cross | Auckland          | Corsa seniores | 71º        | 37'16"      |                               |       |
| 1988 | Mondiali di cross | Auckland          | A squadre      |            |             |                               |       |
| 1989 | Mondiali di cross | Stavanger         | Corsa seniores | 43º        | 41'51"      |                               |       |
| 1989 | Mondiali di cross | Stavanger         | A squadre      | 7º         | 305 p.      |                               |       |

## Campionati nazionali
1973
- Bronzo ai campionati portoghesi di corsa campestre - 37'41"

1975
- Argento ai campionati portoghesi di corsa campestre - 37'48"

1976
- Argento ai campionati portoghesi di corsa campestre - 37'17"

1977
- Oro ai campionati portoghesi, 10000 m piani - 29'10"6
- Bronzo ai campionati portoghesi di corsa campestre - 36'44"

1978
- Bronzo ai campionati portoghesi, 10000 m piani - 28'39"6

1979
- Oro ai campionati portoghesi, 10000 m piani - 28'16"4
- Oro ai campionati portoghesi, 1500 m piani - 3'39"3
- Oro ai campionati portoghesi di corsa campestre - 38'45"

1980
- Oro ai campionati portoghesi, 10000 m piani - 28'04"2

1983
- Oro ai campionati portoghesi, 1500 m piani - 3'46"7
- Oro ai campionati portoghesi di corsa campestre - 33'33"

1985
- Oro ai campionati portoghesi di corsa campestre - 34'10"

1986
- Oro ai campionati portoghesi di corsa campestre

## Altre competizioni internazionali
1972
- 6º alla San Silvestre Vallecana ( Madrid)

1977
- Oro Volta à cidade do Funchal ( Funchal)

1978
- Bronzo al DN Galan ( Stoccolma), 5000 m piani - 13'17"76
- 4º alla Corrida Internacional de São Silvestre ( San Paolo), 8,4 km - 24'24"

1980
- Argento al Golden Gala ( Roma), 5000 m piani - 13'34"70
- 6º all'Athletissima ( Losanna), 3000 m piani - 7'45"88
- Bronzo alla Corrida Internacional de São Silvestre ( San Paolo), 8,4 km - 23'59"3
- Oro alla Lotto Cross Cup de Hannut ( Hannut) - 26'23"
- Oro all'Almond Blossom Cross Country ( Albufeira) - 28'44"

1981
- Argento all'Athletissima ( Losanna), 5000 m piani - 13'21"73
- Oro all'Almond Blossom Cross Country ( Albufeira) - 31'04"

1982
- Oro al Meeting de Paris ( Parigi), 10000 m piani - 27'22"95
- Oro all'Athletissima ( Losanna), 5000 m piani - 13'15"19
- Argento alla San Silvestre Vallecana ( Madrid) - 30'04"

1983
- Argento ai Bislett Games ( Oslo), 10000 m piani - 27'25"13
- Oro all'Athletissima ( Losanna), 10000 m piani - 27'36"80
- Oro alla Weltklasse Zürich ( Zurigo), 5000 m piani - 13'14"15
- 6º al Memorial Van Damme ( Bruxelles), 3000 m piani - 7'43"94
- Oro al Rieti Meeting ( Rieti), 5000 m piani - 13'08"54
- Oro alla Corrida de Houilles ( Houilles) - 26'32"
- Oro all'Almond Blossom Cross Country ( Albufeira)

1984
- Oro al DN Galan ( Stoccolma), 10000 m piani - 27'13"81
- Oro ai Bislett Games ( Oslo), 5000 m piani - 13'12"83
- Oro alla Weltklasse Zürich ( Zurigo), 5000 m piani - 13'20"61
- Oro al Rieti Meeting ( Rieti), 5000 m piani - 13'18"18
- 6º alla Cinque Mulini ( San Vittore Olona) - 32'08"
- Oro alla Corrida de Houilles ( Houilles) - 26'06"
- Oro al Cross Internacional de Italica ( Siviglia)

1985
- Bronzo al DN Galan ( Stoccolma), 10000 m piani - 27'41"09
- 10º alla Weltklasse Zürich ( Zurigo), 5000 m piani - 13'26"98
- Oro alla Corrida de Houilles ( Houilles) - 26'12"
- Oro al Cross Internacional de Italica ( Siviglia)

1986
- Oro alla Dam tot Damloop - 45'14"

1988
- 8º al Cross di Alà dei Sardi ( Alà dei Sardi) - 33'18"

1989
- 5º al Cross di Alà dei Sardi ( Alà dei Sardi) - 33'54"